# Poneativka, Bilozerka
Poneativka (în ucraineană Понятівка) este un sat în comuna Mîkilske din raionul Bilozerka, regiunea Herson, Ucraina.

## Demografie
Componența lingvistică a localității Poneativka
     Ucraineană (89,64%)
     Rusă (9,46%)
     Alte limbi (0,18%)
Conform recensământului din 2001, majoritatea populației localității Poneativka era vorbitoare de ucraineană (89,64%), existând în minoritate și vorbitori de rusă (9,46%).